# 石田寛人
石田 寛人（いしだ ひろと、1941年（昭和16年） - ）は、日本の官僚。元科学技術事務次官。元駐チェコ大使、公立小松大学理事長、公益財団法人本田財団理事長、（公財）原子力安全技術センター会長、（公財）前田育徳会理事長。石川県小松市京町出身。

## 略歴
- 金沢大学附属高等学校卒業
- 1964年（昭和39年） - 東京大学工学部原子力工学科卒業 ／ 科学技術庁入庁
  - 米国イリノイ大学修士課程修了（1968年-1970年）
  - 科学技術庁計画局資源課長
- 1982年（昭和57年） - 外務省在米国大使館参事官
- 1985年（昭和60年） - 科学技術庁原子力局核燃料課長
- 1987年（昭和62年） - 科学技術庁原子力局政策課長
- 1988年（昭和63年） - 科学技術庁長官官房会計課長
- 1989年（平成元年） - 科学技術庁長官官房審議官
- 1991年（平成3年） - 科学技術庁原子力局長
- 1994年（平成6年） - 科学審議官
- 1995年（平成7年） - 6月30日、科学技術事務次官
- 1999年（平成11年） - 12月27日、在チェコ共和国特命全権大使
- 2000年（平成12年）：兼在スロバキア共和国
- 2003年（平成15年） - 2月28日、退官
- 2003年（平成15年） - 4月1日、東京大学生産技術研究所客員教授
- 2004年（平成16年） - 4月1日、金沢学院大学学長
- 2018年（平成30年） - 4月1日、公立小松大学理事長

## その他役職
- 日本科学未来館総館長
- 東京大学生産技術研究所特任教授
- 公益財団法人本田財団理事長
- 公益財団法人前田育徳会理事長
- 財団法人地震予知総合研究振興会理事
- 社団法人国際経済政策調査会理事
- 財団法人北陸先端科学技術大学院大学支援財団顧問
- 総合研究開発機構研究評議会評議員
- 財団法人原子力安全技術センター会長